# Лапчатка Фридрихсена
Лапча́тка Фридрихсена (лат. Potentilla × friedrichsenii) — многолетнее травянистое растение, вид рода Лапчатка (Potentilla) семейства Розовые (Rosaceae). 
Гибрид Potentilla fruticosa × Pentaphylloides davurica

## Ботаническое описание
Напоминает Potentilla fruticosa var. fruticosa, отличаясь слабым опушением ярко-зелёных листьев и большей шириной наружных эллиптических чашелистиков. 
Цветки бледно-жёлтые, иногда кремовые. Диаметр до 3,5 см. 

## В культуре
В условиях Московской области вегетация начинается в конце апреля и продолжается до конца октября. Цветёт ежегодно с середины июня до осени. Зимостойкость высокая. Плоды созревают в сентябре. Размножается семенами и зелёными черенками. 
В ГБС с 1938 года. В 54 года высота 1,2 м, диаметр кроны 110 см. 
Вид рекомендован для озеленения урбанизированных территорий Кольского Севера.